# Mont-l'Évêque
Pour les articles homonymes, voir Mont et L'Évêque.
Ne doit pas être confondu avec Pont-l'Évêque (Oise).
Mont-l'Évêque est une commune française située dans le département de l'Oise en région Hauts-de-France.

## Géographie

### Localisation

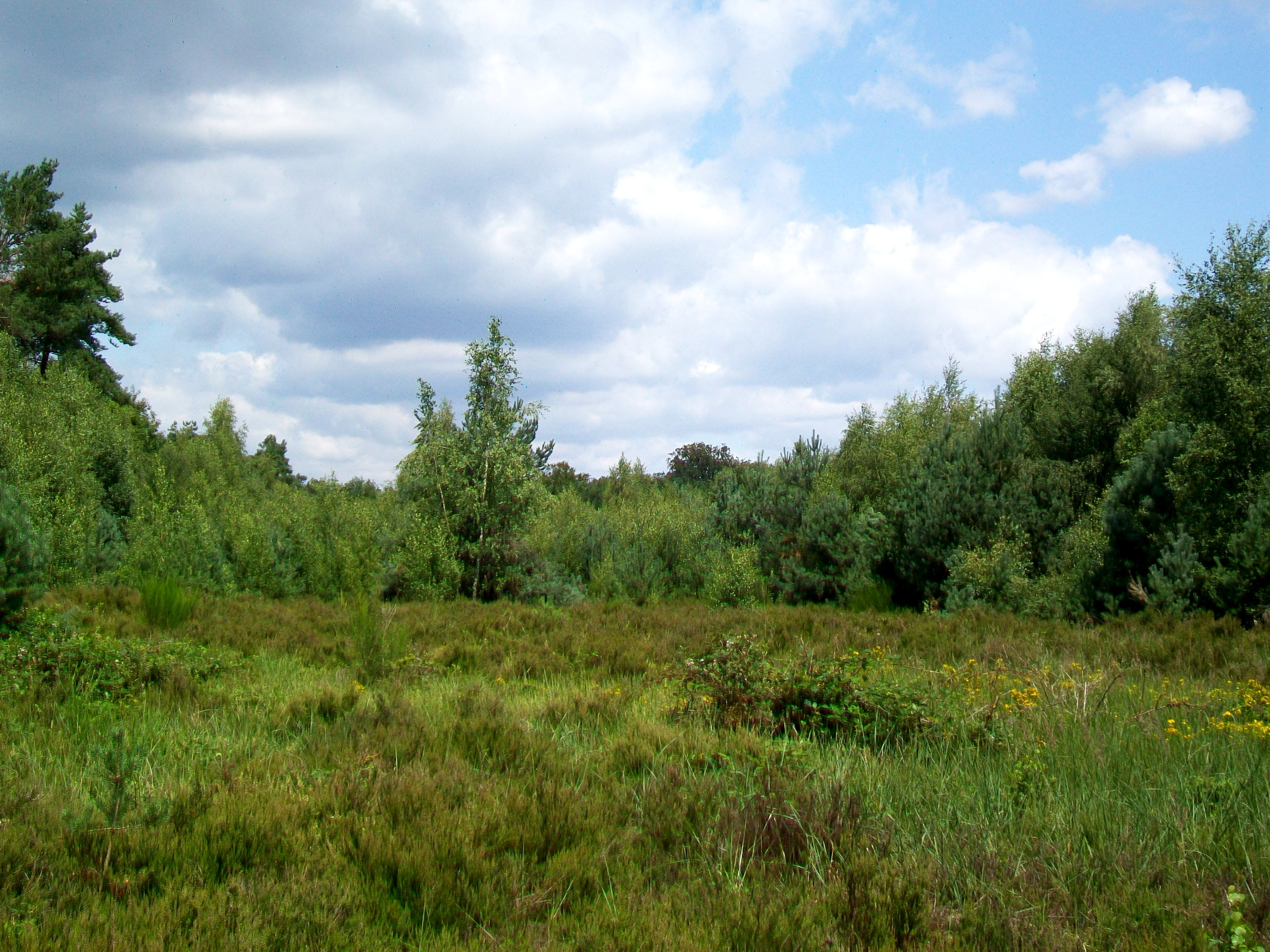
Landes sur la parcelle 2 de la forêt d'Halatte, route du chêne de Mont-l'Évêque.

Mont-l'Évêque est un village du Pays de France situé en lisière de la forêt d’Ermenonville jouxtant par l'est Senlis et situé à vol d'oiseau à 12 km à l'est de Chantilly, 14 km au sud-est de Creiln 29 km au sud-ouest de Compiègne, 19 km à l'ouest de Crépy-en-Valois, 33 km au nord-ouest de Meaux et 43 km au sud-est de Paris.
Mont-l'Évêque fait partie du pays d'art et d'histoire de Senlis à Ermenonville, avec ces deux villes et Fontaine-Chaalis et du parc naturel régional Oise-Pays de France.
La ccmmune se trouve dans l'aire d'attraction de Paris, dans la zone d'emploi de Creil et dans le bassin de vie de Senlis.

### Communes limitrophes
Mont-l'Évêque  compte huit communes limitrophes. Senlis arrive à 700 m devant les premières maisons avec son écart, le domaine de la Victoire. Pontarmé et Thiers-sur-Thève sont séparés du village par la forêt d'Ermenonville ; pour les rejoindre par la route, il faut passer par Senlis. La limite commune avec Pontarmé est représentée par l'autoroute A1. Thiers-sur-Thève ne côtoie Mont-l'Évêque que sur deux cents mètres, au nord-est de la butte aux Gens d'Armes ; c'est à cet endroit que se situe également le point le plus méridional de la commune. Toute la limite sud donne sur Fontaine-Chaalis, village situé au sud-est de Mont-l'Évêque. 
Le point le plus septentrional de la commune se situe près de la RD 1324, avant Barbery.
| Chamant                   | Barbery          |         |
| Senlis                    | Mont-l'Évêque    | Borest  |
| Pontarmé Thiers-sur-Thève | Fontaine-Chaalis | Barbery |

### Géologie et relief
La superficie de la commune est de 14,18 km2 ; son altitude varie de 57  à   105 mètres. 
Implantée à proximité de la lisière nord de la forêt d'Ermenonville et dans la vallée de la Nonette, Mont-l'Évêque se situe à une altitude moindre que les villages sur le plateau agricole du Valois qui commence au nord du village. Le dénivelé entre le point le plus bas, à 57 m au-dessus du niveau de la mer, et le point culminant, à 80 m, n'est pas important. 
La Nonette, dont le cours est inscrit dans une légère dépression au fond marécageux, marque la transition entre les deux ensembles paysagers qui caractérisent la commune. Y coule également le ruisseau appelé la Sangle, petit affluent parallèle à la Nonette ; elle se divise encore en deux bras pour avoir alimenté un petit moulin dont toute trace a disparu. Les terres agricoles occupent la partie nord du territoire communal et se présentent comme un paysage utilitaire dénudé, pratiquement sans arbres ; la vue est dégagée sur la butte de Montépilloy et la ruine de son donjon. La forêt d'Ermenonville occupe la partie sud de la commune. Parsemée de landes, avec une végétation variée en fonction de la nature des sols, mais une prédominance de pins, le contraste ne pourrait être plus grand.

### Hydrographie

#### Réseau hydrographique

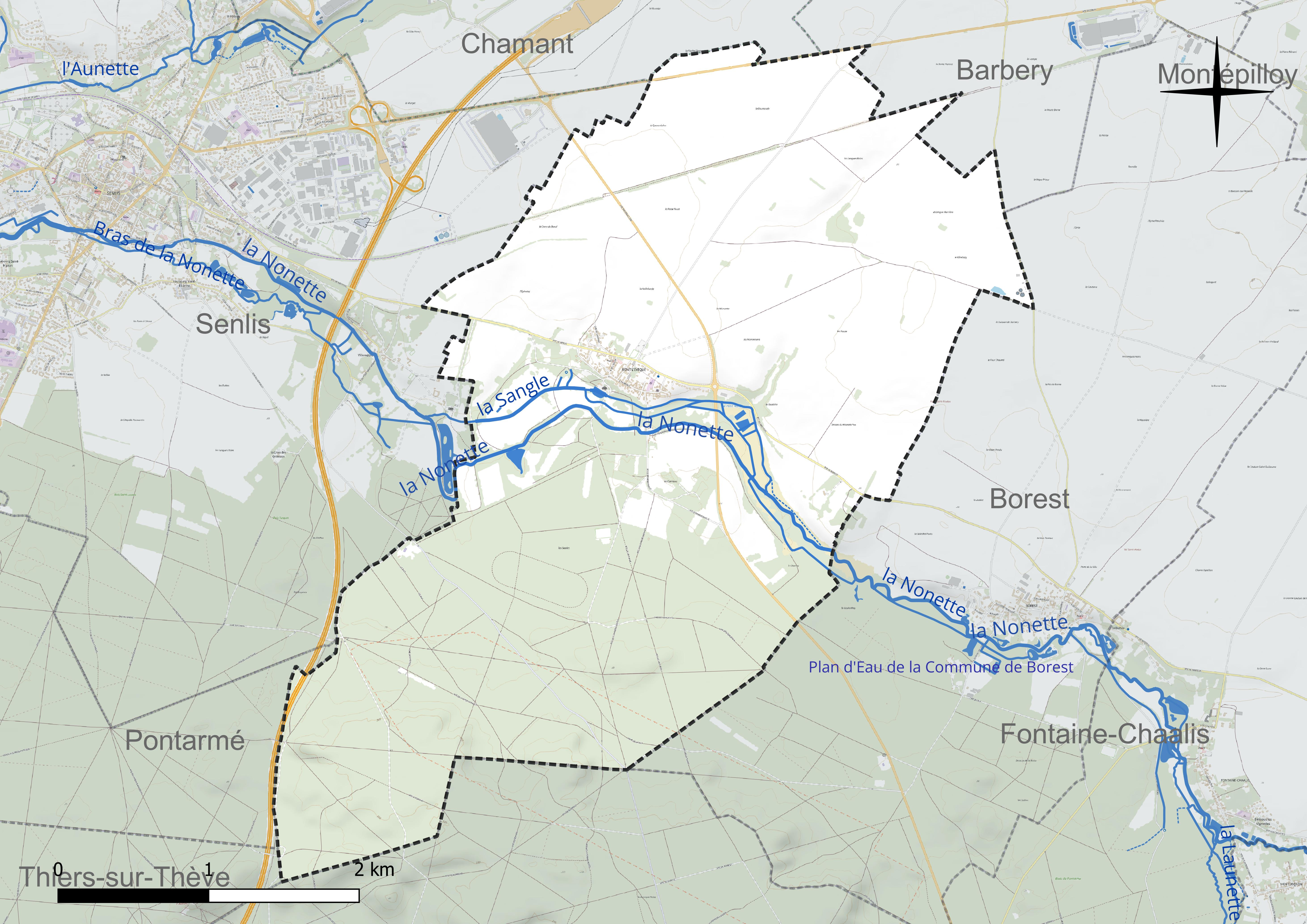
Réseau hydrographique de Mont-l'Évêque.

La commune est située dans le bassin Seine-Normandie. Elle est drainée par la Nonette et la Sangle,,.
La Nonette, d'une longueur de 40 km, prend sa source dans la commune de Nanteuil-le-Haudouin et se jette  dans l'Oise à Saint-Leu-d'Esserent, après avoir traversé 14 communes. Les caractéristiques hydrologiques de la Nonette sont données par la station hydrologique située sur la commune de Courteuil. Le débit moyen mensuel est de 1,55 m3/s. Le débit moyen journalier maximum est de 5,39 m3/s, atteint lors de la crue du 25 mars 2001. Le débit instantané maximal est quant à lui de 5,49 m3/s, atteint le 24 mars 2001.

#### Gestion et qualité des eaux
Le territoire communal est couvert par le schéma d'aménagement et de gestion des eaux (SAGE) « Sensée ». Ce document de planification concerne un territoire de 413 km2 de superficie, délimité par le bassin versant de la Nonette et de ses deux principaux affluents, la Launette et l'Aunette. Le périmètre a été arrêté le 3 avril 1998 et le SAGE proprement dit a été approuvé le 28 juin 2006, puis révisé le 15 décembre 2015. La structure porteuse de l'élaboration et de la mise en œuvre est le syndicat Interdépartemental du SAGE de la Nonette. 
La qualité des cours d'eau peut être consultée sur un site dédié géré par les agences de l'eau et l'Agence française pour la biodiversité. 

### Climat
Pour des articles plus généraux, voir Climat des Hauts-de-France et Climat de l'Oise.
En 2010, le climat de la commune est de type climat océanique dégradé des plaines du Centre et du Nord, selon une étude du CNRS s'appuyant sur une série de données couvrant la période 1971-2000. En 2020, Météo-France publie une typologie des climats de la France métropolitaine dans laquelle la commune est dans une zone de transition entre le climat océanique et le climat océanique altéré et est dans la région climatique  Nord-est du bassin Parisien, caractérisée par un ensoleillement médiocre, une pluviométrie moyenne régulièrement répartie au cours de l'année et un hiver froid (3 °C). 
Pour la période 1971-2000, la température annuelle moyenne est de 10,9 °C, avec une amplitude thermique annuelle de 15 °C. Le cumul annuel moyen de précipitations est de 686 mm, avec 11,2 jours de précipitations en janvier et 8 jours en juillet. Pour la période 1991-2020, la température moyenne annuelle observée sur la station météorologique la plus proche, située sur la commune de Creil à 13 km à vol d'oiseau, est de 11,2 °C et le cumul annuel moyen de précipitations est de 662,2 mm,. Pour l'avenir, les paramètres climatiques de la commune estimés pour 2050 selon différents scénarios d'émission de gaz à effet de serre sont consultables sur un site dédié publié par Météo-France en novembre 2022.

### Milieux naturels et biodiversité
Mont-l'Évêque se trouve dans le parc naturel régional Oise-Pays de France pour la totalité de son territoire. 
La ZNIEFF type 1 n° national 220014323 « Massif forestier de Chantilly / Ermenonville » s'étend jusqu'aux portes du village, inclut la vallée de la Nonette et touche à un endroit la RD 330a, sans jamais la dépasser. Le territoire de la ZNIEFF constitue en même temps un élément du site naturel classé « Forêts d'Ermenonville, de Pontarmé, de Haute Pommeraie, clairière et butte de Saint-Christophe » (classement par décret du 28 août 1998). En outre, cette ZNIEFF ainsi que l'ensemble de la commune d'Ermenonville entrent dans le vaste site inscrit de la vallée de la Nonette (inscription par décret du 6 février 1970). Ce site inscrit a préfiguré le parc naturel régional, son découpage étant à peu près identique avec la partie du parc située dans l'Oise.

## Urbanisme

### Typologie
Au 1er janvier 2024, Mont-l'Évêque est catégorisée commune rurale à habitat dispersé, selon la nouvelle grille communale de densité à sept niveaux définie par l'Insee en 2022.
Elle est située hors unité urbaine. Par ailleurs la commune fait partie de l'aire d'attraction de Paris, dont elle est une commune de la couronne,. 

### Occupation des sols

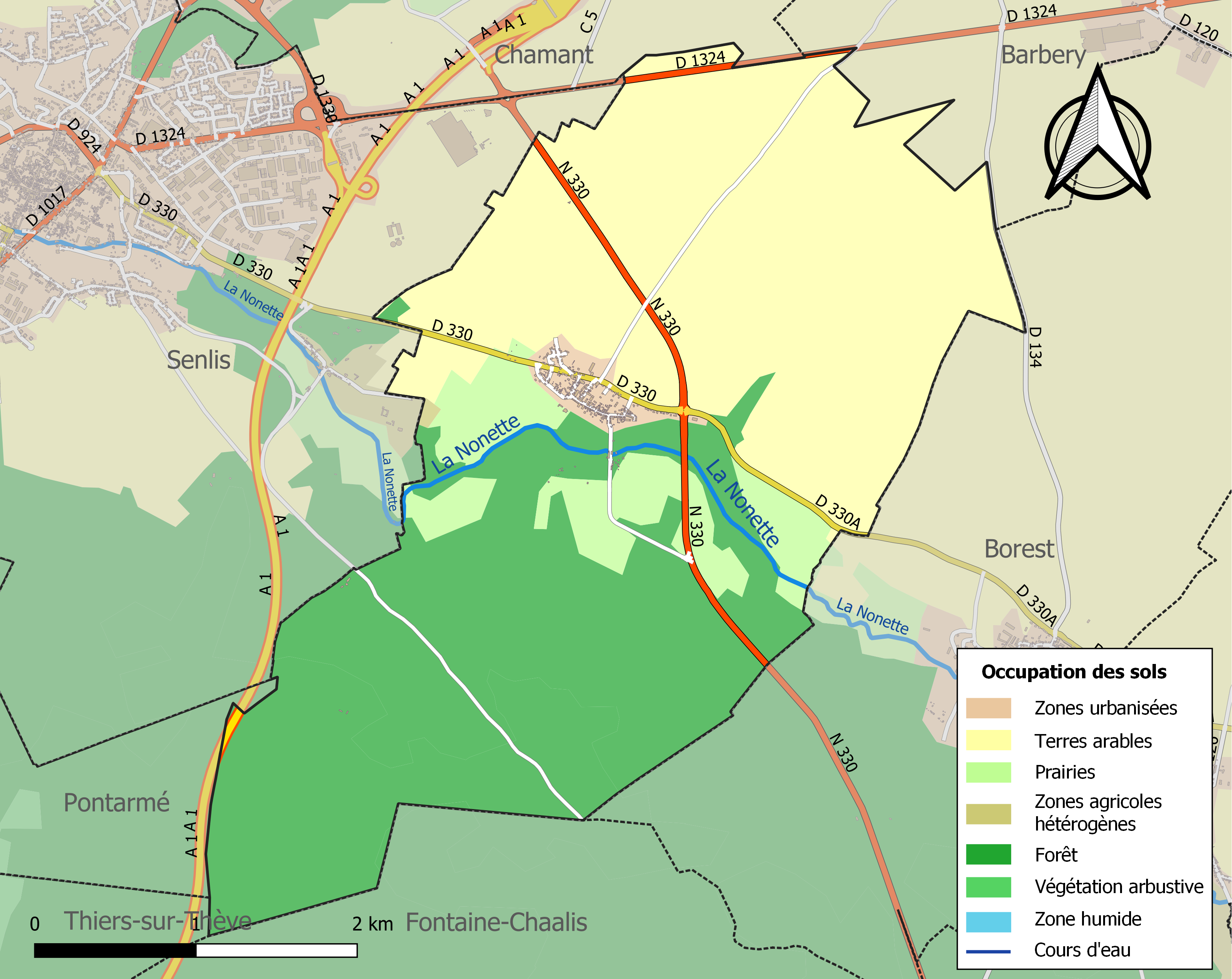
Carte des infrastructures et de l'occupation des sols de la commune en 2018 (CLC).

L'occupation des sols de la commune, telle qu'elle ressort de la base de données européenne d'occupation biophysique des sols Corine Land Cover (CLC), est marquée par l'importance des territoires agricoles (54,1 % en 2018), une proportion sensiblement équivalente à celle de 1990 (53,9 %). 
La répartition détaillée en 2018 est la suivante : terres arables (45,3 %), forêts (44,1 %), prairies (8,7 %), zones urbanisées (1,9 %), zones agricoles hétérogènes (0,1 %). 
L'évolution de l'occupation des sols de la commune et de ses infrastructures peut être observée sur les différentes représentations cartographiques du territoire : la carte de Cassini (XVIIIe siècle), la carte d'état-major (1820-1866) et les cartes ou photos aériennes de l'IGN pour la période actuelle (1950 à aujourd'hui).

### Habitat et logement
En 2021, le nombre total de logements dans la commune était de 214, alors qu'il était de 197 en 2016 et de 181 en 2011. 
Parmi ces logements, 81,5 % étaient des résidences principales, 4,9 % des résidences secondaires et 13,7 % des logements vacants. Ces logements étaient pour 89,6 % d'entre eux des maisons individuelles et pour 10,4 % des appartements. 
Le tableau ci-dessous présente la typologie des logements à Mont-l'Évêque en 2021 en comparaison avec celle de l'Oise et de la France entière. Une caractéristique marquante du parc de logements est ainsi une proportion de résidences secondaires et logements occasionnels (4,9 %) supérieure à celle du département (2,4 %) mais inférieure à celle de la France entière (9,7 %). 
| Typologie                                               | Mont-l'Évêque | Oise | France entière |
| ------------------------------------------------------- | ------------- | ---- | -------------- |
| Résidences principales (en %)                           | 81,5          | 90,5 | 82,2           |
| Résidences secondaires et logements occasionnels (en %) | 4,9           | 2,4  | 9,7            |
| Logements vacants (en %)                                | 13,7          | 7    | 8,1            |

### Voies de communication et transports

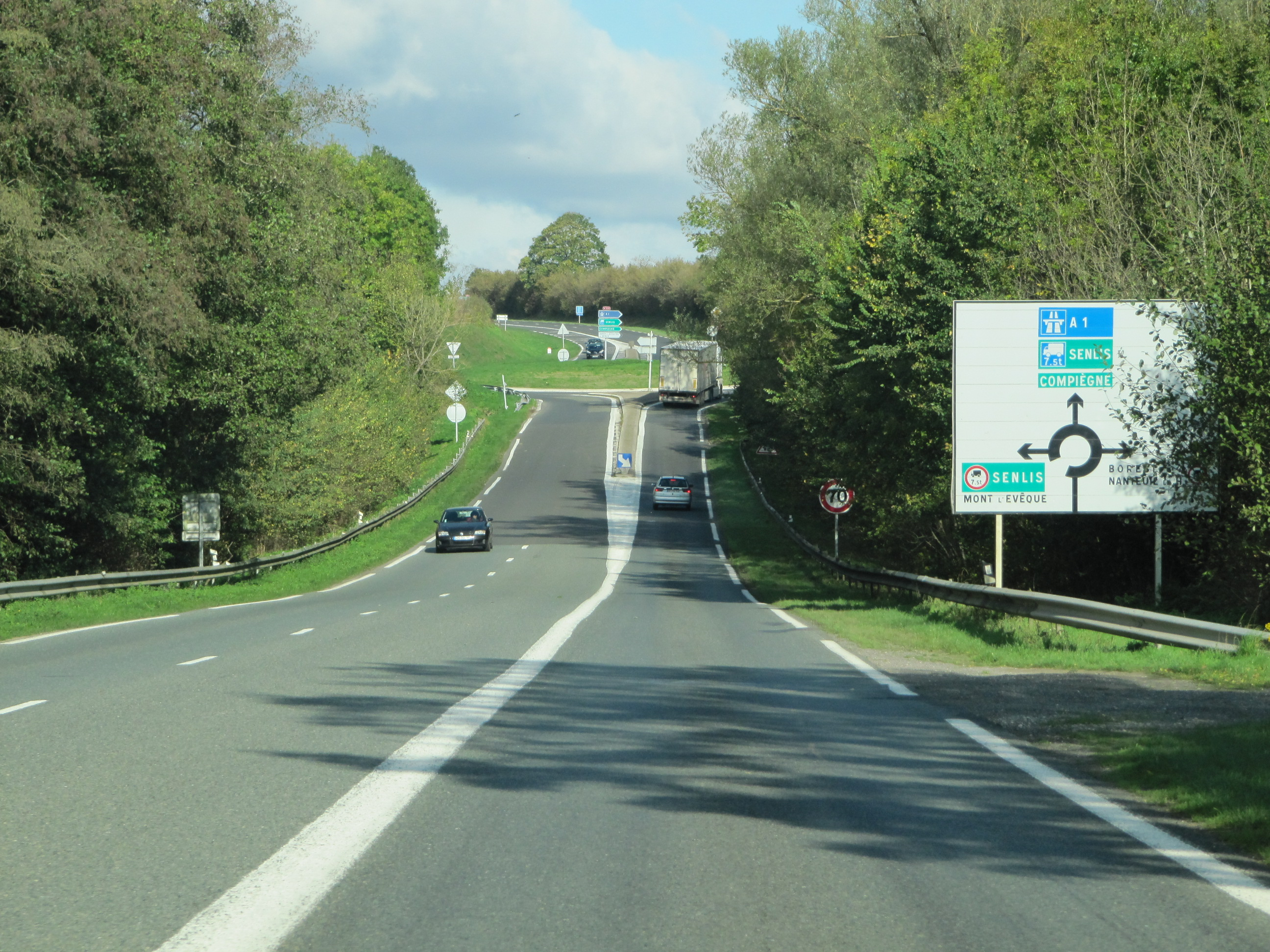
L'ancienne RN 330 en 2012.

La commune est située sur la RD 330a Senlis - Nanteuil-le-Haudouin et la RN 330, qui traverse la commune mais passe à un kilomètre du centre du village.
La distance autoroutière de Paris via l'autoroute A1 est de 50 km. Comme routes d'importance locale, il y a la voie communale no 1 pour Barbery, permettant également de rejoindre la RD 1324, et l'ancienne RN 330, juste assez large pour que deux voitures puissent se rencontrer. Les routes forestières de la forêt d'Ermenonville sont désormais toutes interceptées par des barrières. Le village est traversé par la RD330, ce qui le relie à Senlis.
La commune est desservie, en 2023, par la ligne 636 du réseau interurbain de l'Oise, reliant Senlis au Plessis-Belleville. Il y a deux arrêts, à l'église et à la sortie du village (Route de Nanteuil).

## Toponymie

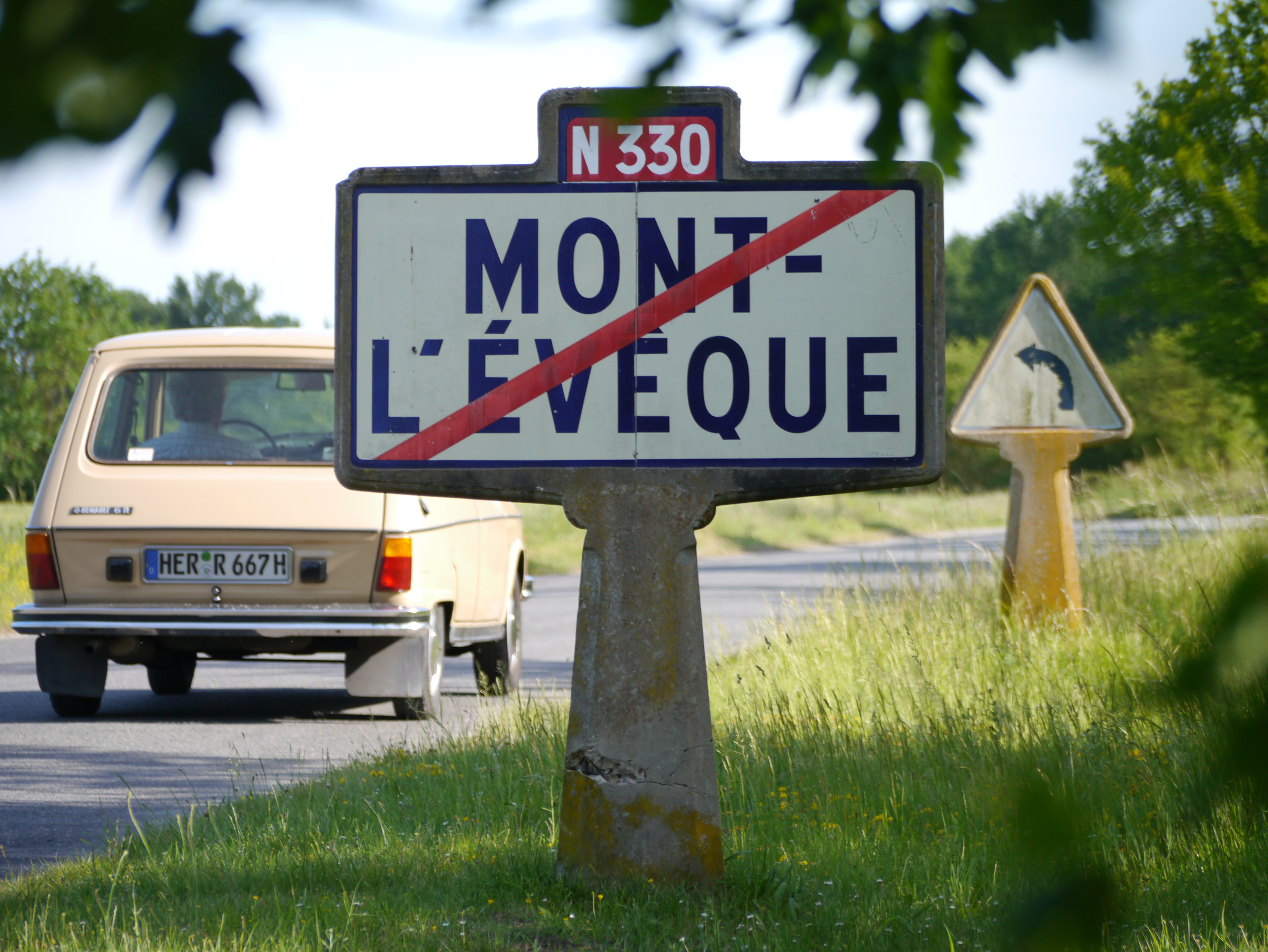

Le nom de la localité est attesté sous les formes in domo nostra de Montibus (vers 1180) ; Petra de Monte (1193) ; apud montes villam nostram (1202) ; Mons (1204) ; villa de Montibus (1204) ; apud Montes (1222) ; inter monz et bosrez (1225) ; ad Montes (1226) ; de monte (1227) ; de montibus (1227) ; Mons episcopi (1230) ; in valle de Montibus prope Victoriam (vers 1240) ; in territorio de Montibus (1243) ; Magnilium episcopi (1260) ; Mont le roi (XIIIe) ; « une meson qui est a levesque qui a non Monz qui est loing de Senlis par demie lieue ou entour… » (vers 1310) ; apud montes prope Silvanectum (1327) ; in domo episcopali de Montibus (1339) ; le moustier de Mons (1337) ; mons levesque (vers 1380) ; Monz (XIVe) ; Mont de l'évêque (1420) ; Mons l'évêque (1431) ; le Mont levesque (1470) ; Monslevesque (1495) ; Mont l'Evesque (vers 1516) ; Montlevesque (vers 1516) ; de montibus episcopi (1525) ; apud montem episcopi (1599) ; Mons (1626) ; Mont levesque (1728) ; Mont sur Nonette (1794) ; Montlévêque (1840) ; Mont-l'Evêque (XIXe).

Durant la Révolution, la commune porte le nom de Mont sur Monette.
De l'oïl mont. Un mont est un type de relief de plissement.

Le roi de France Philippe II Auguste cède le lieu-dit « Mont-le-Roy » à son chancelier, l'évêque de Senlis Guérin, qui y fait bâtir une grande résidence, ce qui explique la toponymie actuelle. Le château restera une des principales résidences des évêques de Senlis jusqu'à la Révolution Française.

## Histoire

### Moyen Âge
Louis Graves indiquait en 1841 que « Montlévéque était une dépendance du domaine royal de Senlis qu'on appelait Mont-le-roi et Mons simplement. Il y avait une forteresse dont la démolition ne fut achevée que dans l'année 1431.
Guérin évêque de Senlis et chancelier du roi Philippe-Auguste, obtint dece monarque la cession de la terre de Mons pour y établir la résidence rurale des évêques. Il reçut aussi la seigneurie pour lui et ses successeurs.
Il fit reconstruire le château dans lequil il fonda vers 1221 une chapelle dédiée ç sainte Madeleine dont la riche dotation fut confirmée par une charte royale datée d'Anet au mois de novembre 1222 ».

### Temps modernes
Durant les Guerres de Religion, le 17 mai 1589 a lieu sur le territoire de Mont-l'Évêque une bataille contre les ligueurs qui assiégaient Senlis.

### Révolution française et Empire
A la fin de l'épopée napoléonnienne, le 2 juillet 1815, les troupes prissiennes ont pillé le village.

### Époque contemporaine

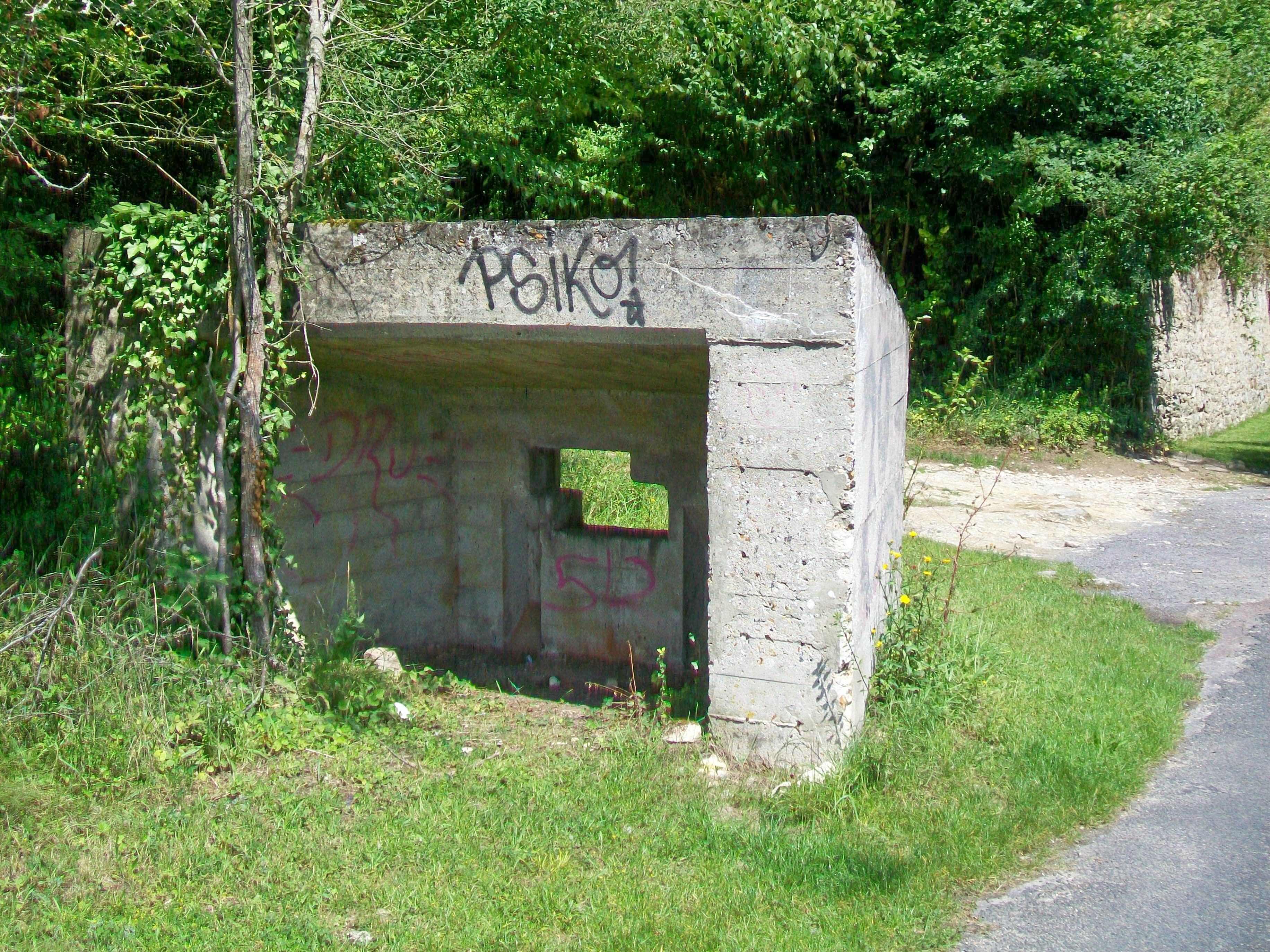
Abri de la ligne Chauvineau, à la sortie sud du village.

En 1841, la commune était propriétaire du presbytère, de l'école, d'une argilière, d'une fontaine, du lavoir, d'un terrain de jeu d'arc et d'une carrière. On y notait une compagnie de pompiers, des carrières et trois moulins à eau. Les habitants étaient des carriers, des maçons et des agriculteurs.
Mont-l'Eveque a été intégré à la ligne Chauvineau, une ligne avancée de fortifications longue de 130 km destinée à protéger Paris et aménagée juste avant la Seconde Guerre mondiale.  Un bloc Chauvineau  de Type 3 "Bouclier" est encore visible sur la route à l’intersection avec le chemin menant dans la forêt et était destiné à abriter des canon antichar de 25 mmen utilisant la vallée de la Nonette comme défense.
Au début de la Seconde Guerre mondiale, durant la bataille de France, un avion  français Bloch 152 s'écrase le 19 mai 1940 sur le territoire de la commune, tuant le sous-lieutenant pilote du Groupe de Chasse I/8 Jean Ruby.

## Politique et administration

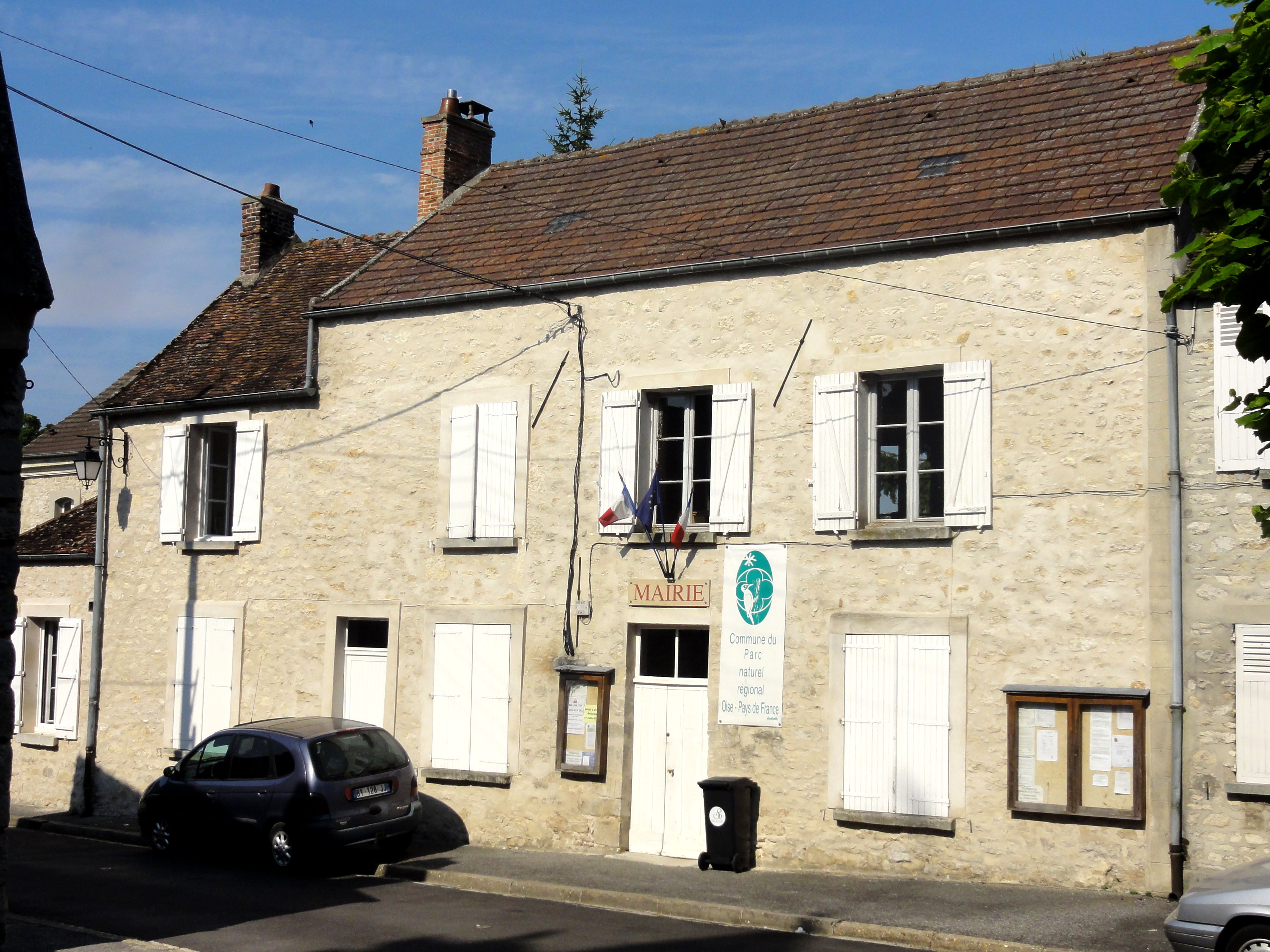
La mairie.

### Rattachements administratifs et électoraux

#### Rattachements administratifs
La commune se trouve dans l'arrondissement de Senlis du département de l'Oise.  
Elle faisait partie depuis 1802 du canton de Senlis. Dans le cadre du redécoupage cantonal de 2014 en France, cette circonscription administrative territoriale a disparu, et le canton n'est plus qu'une circonscription électorale.

#### Rattachements électoraux
Pour les élections départementales, la commune fait partie depuis 2014 d'un nouveau  canton de Senlis, réduit de 17 à 14 communes.
Pour l'élection des députés, elle fait partie de la quatrième circonscription de l'Oise.

### Intercommunalité
Jusqu'au début de l'année 2009, la commune appartenait à la communauté de communes du Pays de Senlis qui regroupait 19 collectivités.
À la suite de désaccords profonds entre élus des communes membres, le préfet a décidé de dissoudre l'intercommunalité le 30 avril 2009. Il autorise la création : 

-  de la Communauté de communes des Trois Forêts (CC3F) avec les 5 communes de Senlis, Aumont-en-Halatte, Courteuil, Chamant et Fleurines.

- de la communauté de communes Cœur Sud Oise (CCCSO), regroupant treize communes et dont le siège était à Ognon, l'une des plus petites de l'intercommunalité.
Dans le cadre des dispositions de la loi portant nouvelle organisation territoriale de la République (Loi NOTRe) du 7 août 2015, qui prévoit que les établissements publics de coopération intercommunale (EPCI) à fiscalité propre doivent avoir un minimum de 15 000 habitants,, le schéma départemental de coopération intercommunale approuvé par le préfet de l'Oise le 24 mars 2016 prévoit notamment la fusion de la communauté de communes des Trois Forêts et de la communauté de communes Cœur Sud Oise.
Après consultation des conseils municipaux et communautaires concernés, la nouvelle intercommunalité, recréant de fait l'ancienne communauté de communes du Pays de Senlis (sans Orry-la-Ville), dont la scission en 2010 avait créée ces deux intercommunalités, est constituée au 1er janvier 2017 par un arrêté préfectoral du 14 novembre 2016  sous le nom de communauté de communes Senlis Sud Oise, dont la commune est désormais membre.

### Liste des maires
| Période                                  | Période                       | Identité                            | Étiquette | Qualité                                                               |
| ---------------------------------------- | ----------------------------- | ----------------------------------- | --------- | --------------------------------------------------------------------- |
| Les données manquantes sont à compléter. |                               |                                     |           |                                                                       |
|                                          |                               |                                     |           |                                                                       |
| 1919                                     | 1959                          | Alfred Delfau de Pontalba           |           |                                                                       |
| 1989                                     | 1995                          | Henri Delfau de Pontalba            |           | Fils d'Alfred Delfau de Pontalba                                      |
| mars 2001                                | 2008                          | Charles-Édouard Delfau de Pontalba, |           | Agriculteur, propriétaire du château, Fils d'Henri Delfau de Pontalba |
| mars 2008                                | 2014                          | Jean-François Houette               |           |                                                                       |
| 2014                                     | En cours (au 31 octobre 2024) | Michelle Lozano                     |           | Cadre retraitée Réélue pour le mandat 2020-2026                       |

## Équipements et services publics

### Enseignement
La commune dispose d'une école primaire (Grande-Section au CM2).
Les enfants habitant Mont-l'Évêque sont d'abord scolarisés à l'école maternelle de Borest.
L'école primaire terminée, les élèves ont le choix entre le Collège public Albéric Magnard et le Collège privé Anne-Marie Javouhey, à Senlis.

#### Histoire de l'école
L'école a été construite en 1967.
En 2019, l'école ne comptait que 9 élèves et risquait la fermeture. Les enfants devaient être transférés à l'école de Chamant. Cependant, l'école n'a pas fermé et compte désormais plus de 20 élèves à ce jour (27 mai 2025).
L'enseignement se fait alors en classe unique.

### Eau et déchets
L'eau distribuée dans la commune s'est révélée en 2022 contenir un taux trop élevé - le plus haut du département - de métabolites de chloridazone, un herbicide utilisé pour la culture des betteraves jusqu’à son interdiction en 2020, un raccordement au réseau d'eau de Senlis a été réalisé en urgence afin de permettre aux habitants de boire l'eau du réseau,.

## Population et société

### Démographie

#### Évolution démographique
L'évolution du nombre d'habitants est connue à travers les recensements de la population effectués dans la commune depuis 1793. Pour les communes de moins de 10 000 habitants, une enquête de recensement portant sur toute la population est réalisée tous les cinq ans, les populations de référence des années intermédiaires étant quant à elles estimées par interpolation ou extrapolation. Pour la commune, le premier recensement exhaustif entrant dans le cadre du nouveau dispositif a été réalisé en 2008.

En 2022, la commune comptait 405 habitants, en évolution de +0,25 % par rapport à 2016 (Oise : +0,87 %, France hors Mayotte : +2,11 %).
| 1793 | 1800 | 1806 | 1821 | 1831 | 1836 | 1841 | 1846 | 1851 |
| ---- | ---- | ---- | ---- | ---- | ---- | ---- | ---- | ---- |
| 354  | 449  | 449  | 466  | 461  | 464  | 403  | 475  | 497  |

| 1856 | 1861 | 1866 | 1872 | 1876 | 1881 | 1886 | 1891 | 1896 |
| ---- | ---- | ---- | ---- | ---- | ---- | ---- | ---- | ---- |
| 437  | 461  | 442  | 436  | 480  | 430  | 418  | 460  | 428  |

| 1901 | 1906 | 1911 | 1921 | 1926 | 1931 | 1936 | 1946 | 1954 |
| ---- | ---- | ---- | ---- | ---- | ---- | ---- | ---- | ---- |
| 492  | 462  | 399  | 339  | 377  | 436  | 376  | 411  | 443  |

| 1962 | 1968 | 1975 | 1982 | 1990 | 1999 | 2006 | 2008 | 2013 |
| ---- | ---- | ---- | ---- | ---- | ---- | ---- | ---- | ---- |
| 445  | 432  | 401  | 387  | 494  | 480  | 450  | 442  | 405  |

| 2018 | 2022 | - | - | - | - | - | - | - |
| ---- | ---- | - | - | - | - | - | - | - |
| 391  | 405  | - | - | - | - | - | - | - |

#### Pyramide des âges
La population de la commune est relativement âgée.
En 2018, le taux de personnes d'un âge inférieur à 30 ans s'élève à 25,9 %, soit en dessous de la moyenne départementale (37,3 %). À l'inverse, le taux de personnes d'âge supérieur à 60 ans est de 33,8 % la même année, alors qu'il est de 22,8 % au niveau départemental.
En 2018, la commune comptait 183 hommes pour 208 femmes, soit un taux de 53,2 % de femmes, largement supérieur au taux départemental (51,11 %).
Les pyramides des âges de la commune et du département s'établissent comme suit.
| Hommes | Classe d’âge | Femmes |
| ------ | ------------ | ------ |
| 0,5    | 90 ou +      | 1,0    |
| 6,6    | 75-89 ans    | 8,2    |
| 27,3   | 60-74 ans    | 24,0   |
| 23,5   | 45-59 ans    | 22,1   |
| 18,6   | 30-44 ans    | 16,8   |
| 8,2    | 15-29 ans    | 7,2    |
| 15,3   | 0-14 ans     | 20,7   |

| Hommes | Classe d’âge | Femmes |
| ------ | ------------ | ------ |
| 0,5    | 90 ou +      | 1,4    |
| 5,5    | 75-89 ans    | 7,6    |
| 15,6   | 60-74 ans    | 16,3   |
| 20,8   | 45-59 ans    | 20     |
| 19,4   | 30-44 ans    | 19,4   |
| 17,6   | 15-29 ans    | 16,2   |
| 20,6   | 0-14 ans     | 19,1   |

## Culture locale et patrimoine

### Lieux et monuments
Mont-l'Évêque compte deux monuments historiques sur son territoire :
- L'ancien château des évêques de Senlis avec sa chapelle du XVe siècle, rue de Meaux  Inscrit MH (1989, Façades et toitures du château proprement dit, de l'aile 18e siècle et de la chapelle ; bibliothèque du château)[48],[49]: L'histoire du château de Mont-l'Évêque est liée à celle de l'abbaye de la Victoire toute proche, pour la construction de laquelle l'évêque de Senlis, Guérin, avait cédé une partie de son domaine. Les deux domaines sont toujours limitrophes. 
La famille Delfau de Pontalba est propriétaire du château depuis 1807, date à laquelle il a été acheté par Joseph-Xavier de Pontalba. À partir de la première moitié du XIXe siècle, elle a fait entièrement remanier les façades du château et de la chapelle lui faisant face dans un style troubadour[36].

Mont-l'Évêque est même considéré comme l'un des rares exemples aboutis de ce style romantique. La structure interne reste cependant celle du XVIe siècle, quand le château a été reconstruit une première fois à la suite des destructions du siècle précédent, et le niveau inférieur conserve même des salles du XIVe siècle. Comme particularité, la chapelle contient le jubé du Carmel de Metz qu'Alexandre Lenoir avait préservé pour le musée des monuments français, mais qu'il donna finalement à Joséphine de Beauharnais pour le château de la Malmaison. Mais les pièces restant dans des caisses en bois, elles furent finalement vendues après la mort de Napoléon, et c'est ainsi qu'elles arrivèrent à Mont-l'Évêque,.
Entre le château et la chapelle se situe un bâtiment des XVIIe et XVIIIe siècles ayant jadis abrité les services administratifs du diocèse. Une partie du domaine de Mont-l'Évêque aménagé en jardin à l'anglaise au XIXe siècle a cédé la place à un paysage bucolique où paissent des moutons. Des bois occupent une grande partie du domaine, arrosé par la Nonette qui forme un lac où nagent des cygnes. La visite extérieure du château est autorisée par le propriétaire.
La chapelle, en mauvais état, fait l'objet d'une première tranche de restauration en 2016 à la suite d'une souscription publique.
Le parc du château est ouvert à la visite.

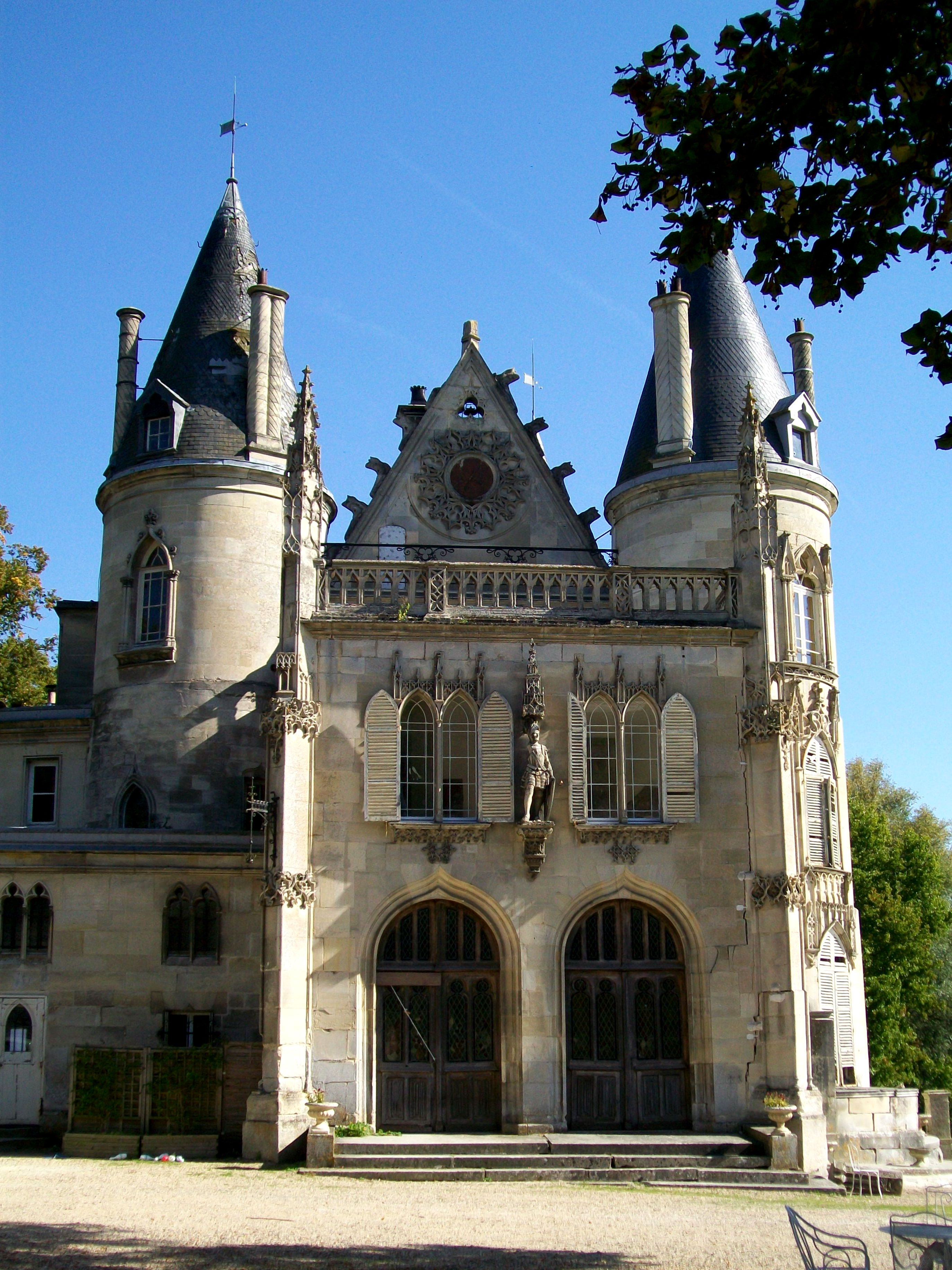
Façade ouest du château avec le portail d'entrée ; derrière le photographe, la terrasse et la chapelle.
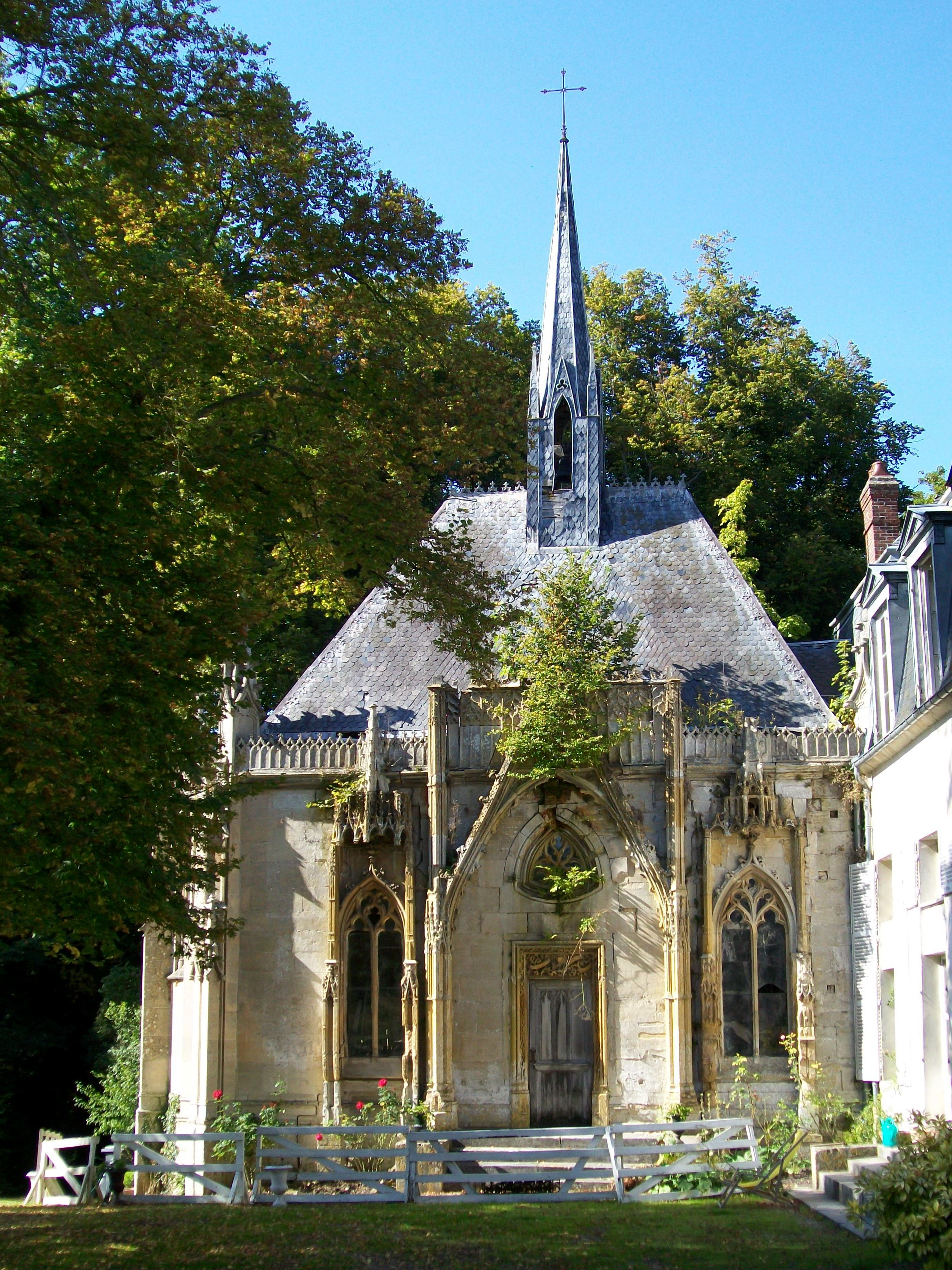
La chapelle du château, reprenant le même style troubadour.
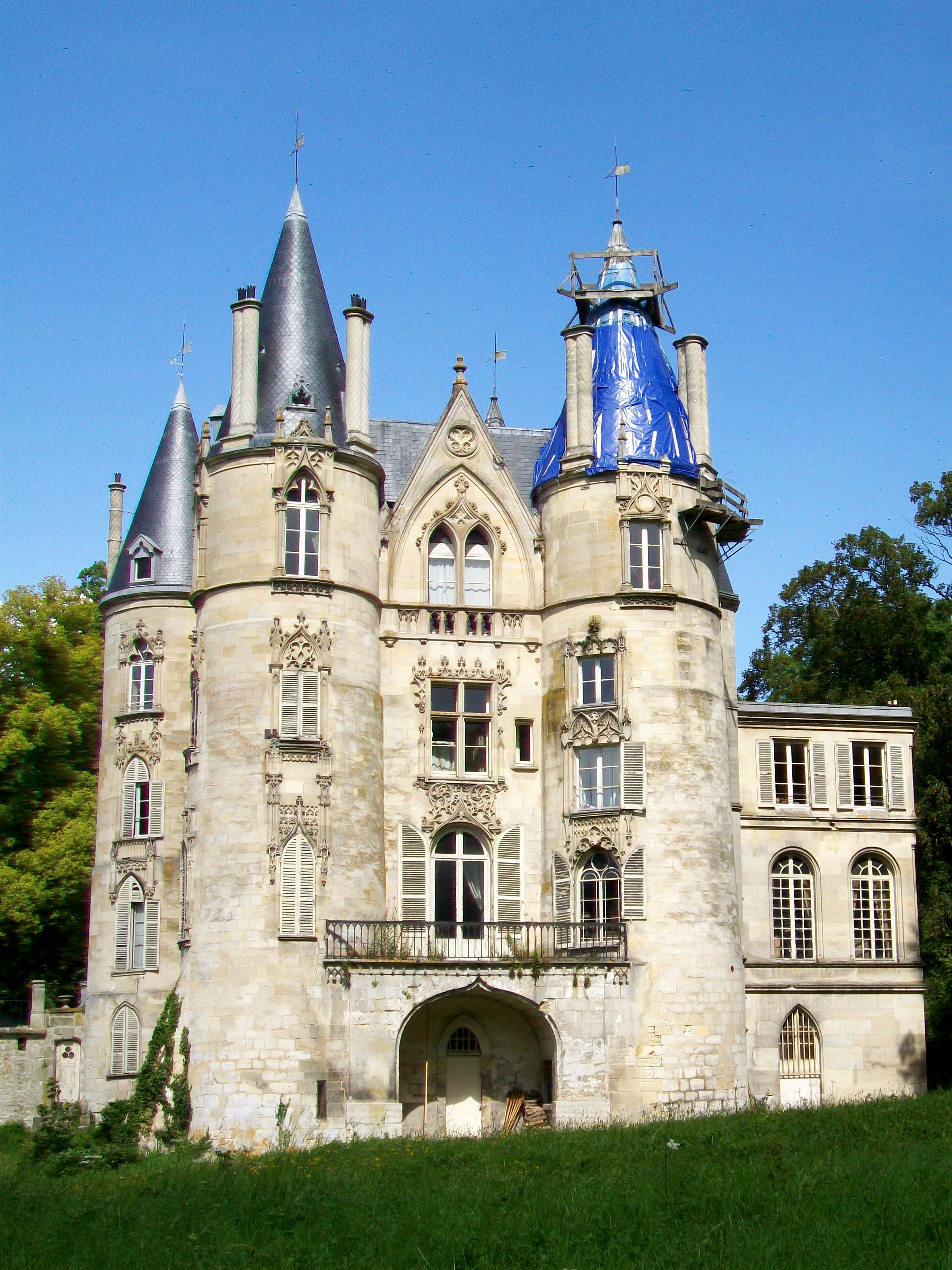
La façade est du château.
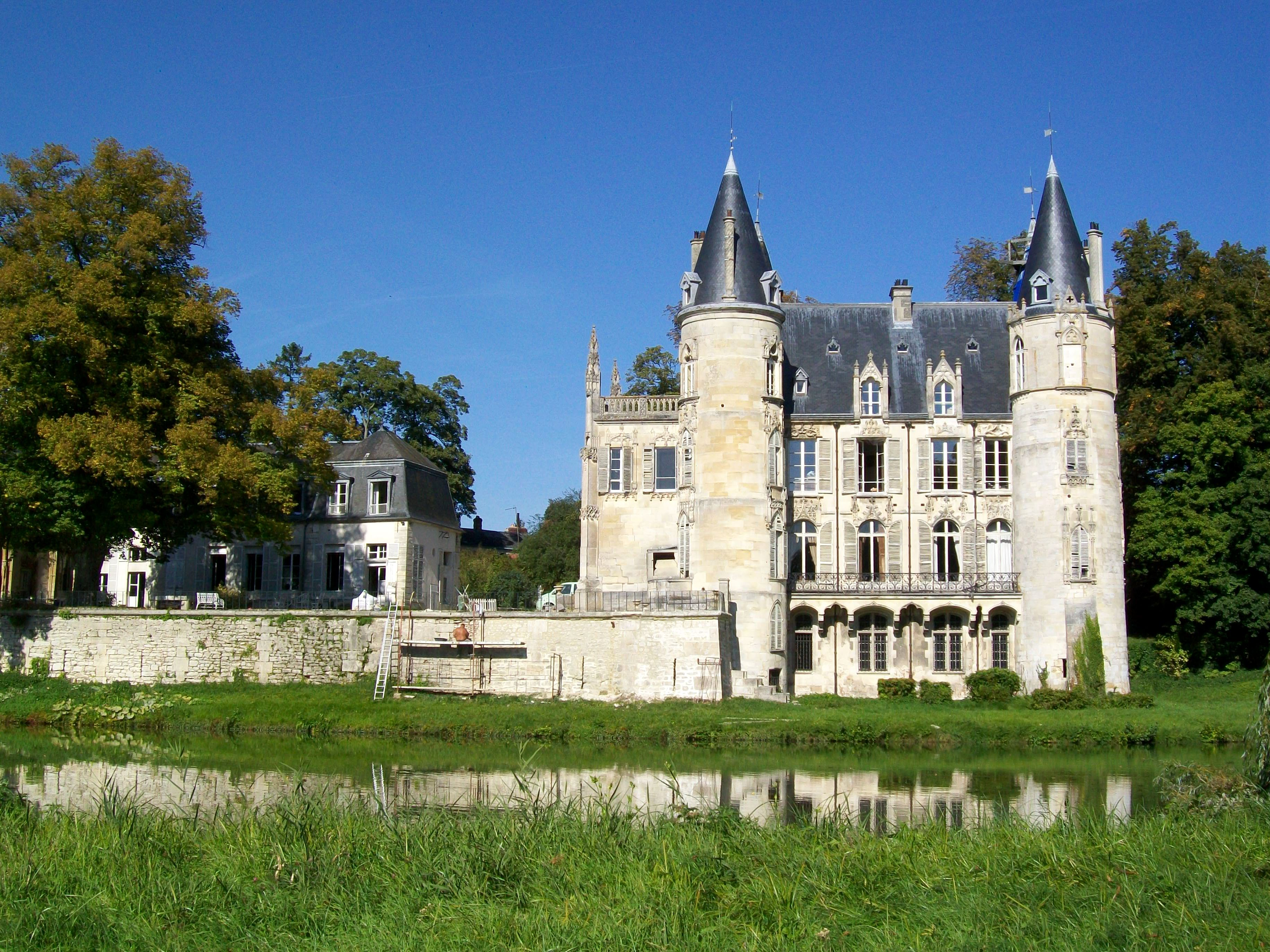
Château et logis du XVIIIe siècle (à gauche, en retrait) depuis l'ancien parc, arrosé par la Nonette.
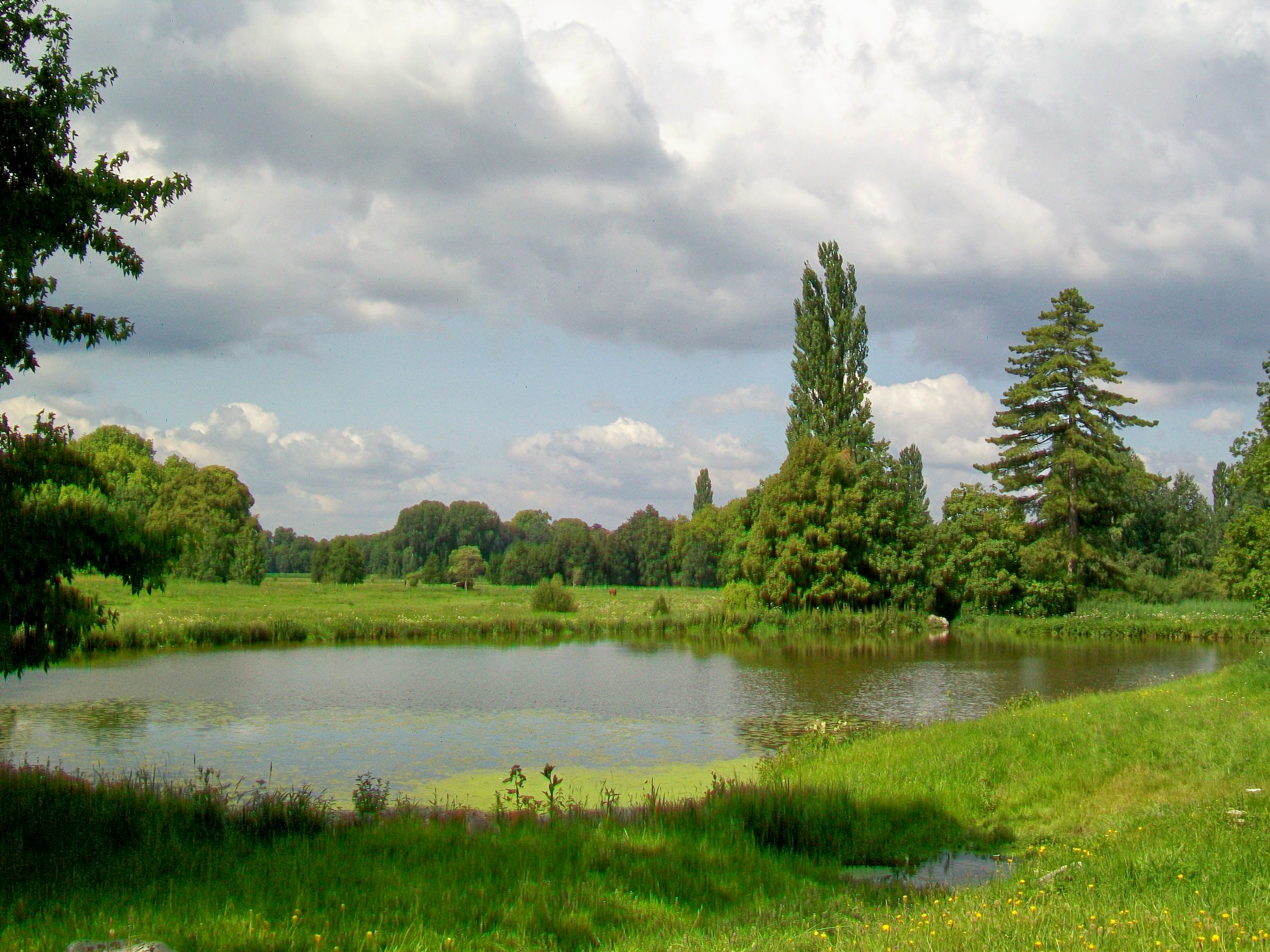
Le parc du château, vaste jardin anglais parsemé de pâturages, avec l'un des étangs.

- Église Saint-Germain, rue de l'Église  Inscrite MH (1963 )[55] : Elle a été construite entre le XIIIe siècle et le XVIe siècle et se compose d'une nef de quatre travées accompagnée d'un unique bas-côté au nord ; d'un chœur de trois travées se terminant par un chevet à trois pans ; de deux collatéraux du chœur de trois travées également, et se terminant par des chevets plats ; et d'un clocher à l'angle entre nef et collatéral sud. Sa base est utilisée comme sacristie. La deuxième travée du chœur est plus profonde que les autres ; la deuxième travée du collatéral nord est provisoirement cloisonnée par des murs de tous les côtés, ce qui fait apparaître la dernière travée comme une chapelle indépendante.

Le bas-côté de la nef est recouvert d'un toit en bâtière, alors que les collatéraux sont recouverts par des toits en appentis. 
Les parties les plus anciennes de l'église sont la première travée du collatéral nord, qui est l'ancien croisillon nord du transept, et la nef, initialement dépourvue de bas-côté. Ses baies sont partiellement en plein cintre et en tiers-point.
Sévèrement endommagée lors des guerres de religion pendant le dernier tiers du XVIe siècle, l'église a dû être presque entièrement rebâtie à la suite. À cette occasion, elle a reçu sont haut chœur flamboyant. Il représente l'élément le plus remarquable de l'église et correspond au plan caractéristique de l'époque. Nettement plus élevé que la nef, il est constitué d'un vaisseau central aveugle, qui communique avec des arcades au profil prismatique avec les deux collatéraux. Les nervures des voûtes se fondent directement dans les piliers, sans chapiteaux. Les nervures des voûtes à liernes et tiercerons présentent des tracés complexes et tous différents. Les chapiteaux du premier et du deuxième pilier des grandes arcades de la nef sont également remarquables ; curieusement, le troisième pilier est dépourvu de chapiteau, et la quatrième arcade est nettement plus basse que les précédentes.
La construction proprement dite de l'église se termina par le clocher Renaissance en 1634, destiné également à servir de tour de guet. À peine plus haut que le chœur, c'est une tour massive couronnée par une balustrade et flanquée sur son angle sud-est d'une tourelle d'escalier. Le bas-côté sud n'a jamais été construit, mais des pierres d'attente et une arcade bouchée sur la base du clocher prouvent qu'il était initialement prévu. Au cours du XIXe siècle, l'esthétique de l'architecture a souffert de rénovations peu respectueuses du style initial, voulant embellir l'église. Le bas-côté a reçu une fausse voûte d'ogives plates, comme dans l'église de Chamant, et la nef a été dotée d'une fausse voûte en berceau,,.

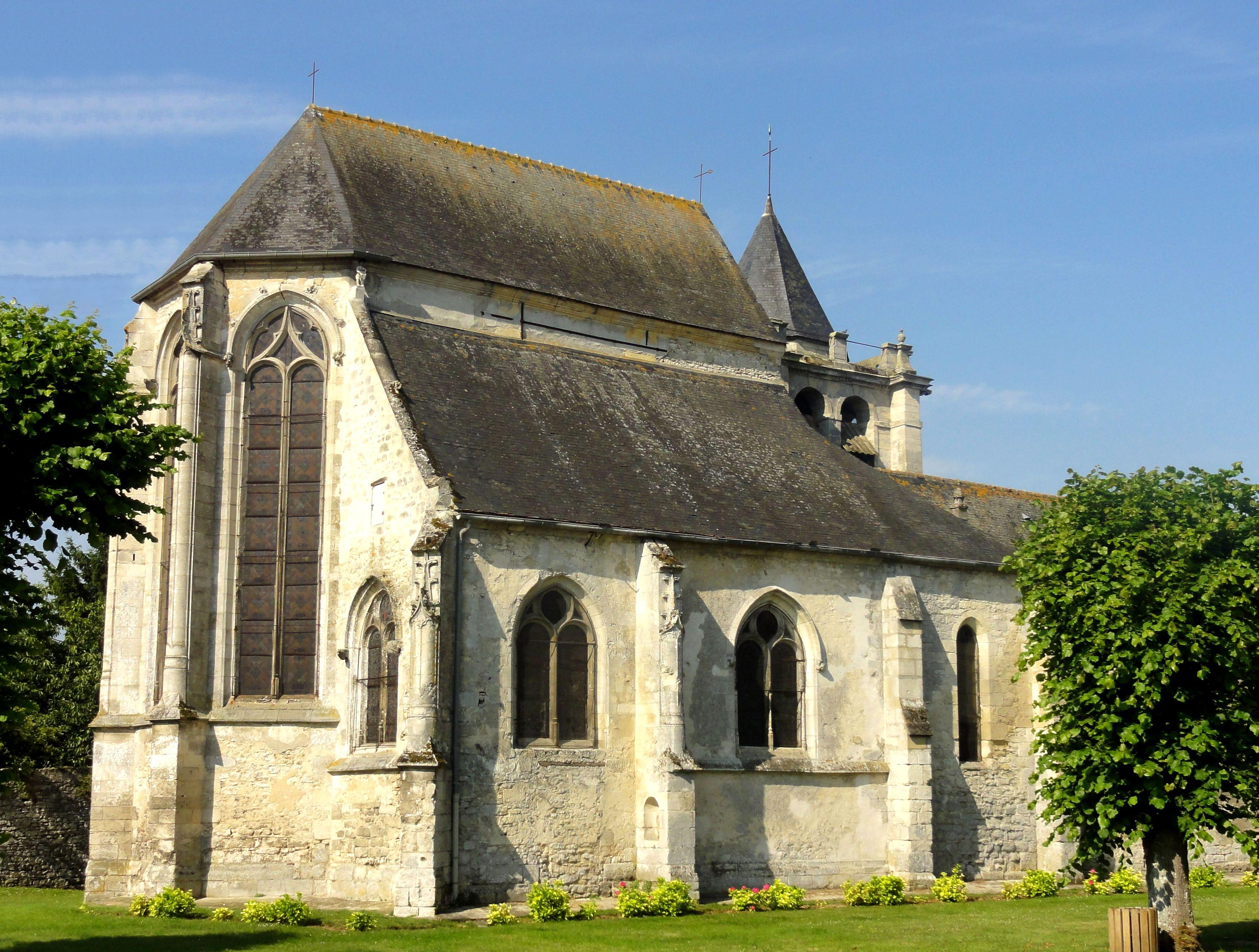
Le chœur flamboyant, et à droite, le croisillon nord du transept d'origine.
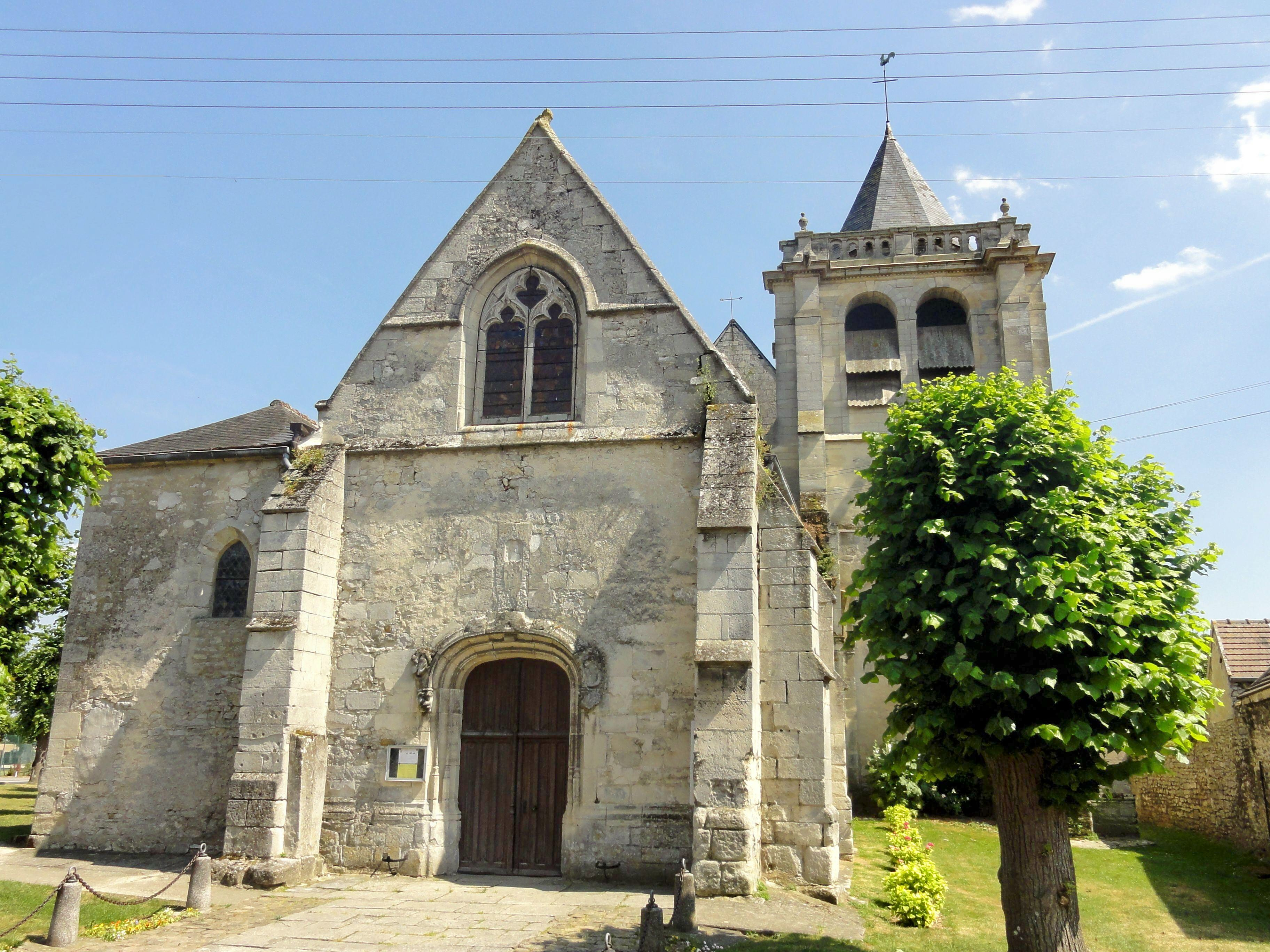
La façade ouest de l'église Saint-Germain avec son intéressant portail.
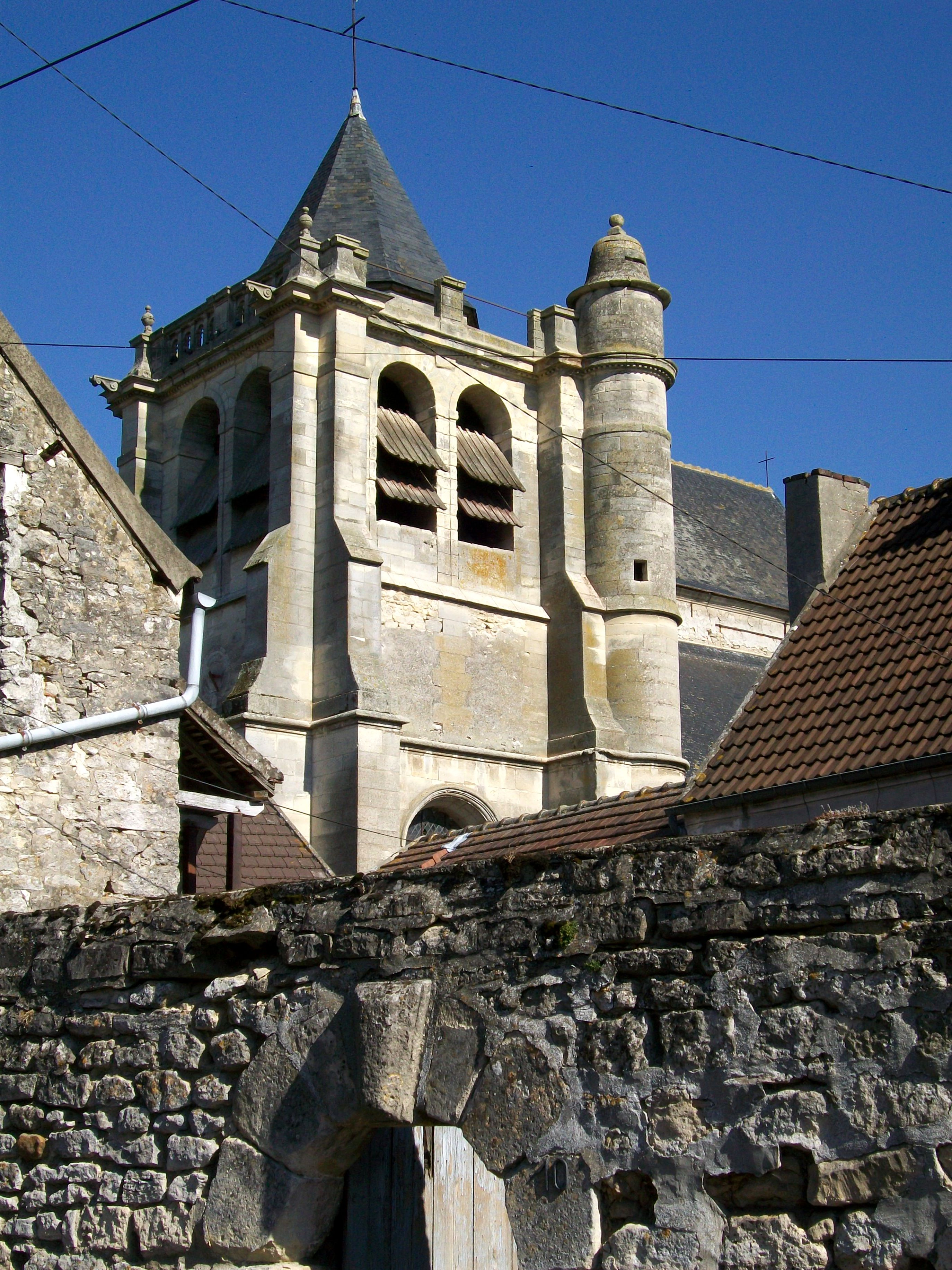
Le clocher de l'église Saint-Germain, vue depuis le sud-ouest.

On peut également signaler :
- Le calvaire à l'entrée ouest du village, route de Senlis (D 330) / rue de Meaux : croix métallique, probablement en fonte, montée sur une colonne, avec un gros socle en pierre. Ce calvaire, dans sa simplicité, reste très authentique.
- L'ancien puits public, rue de Meaux / route d'Ermenonville : petit bâtiment rond avec un toit conique abritant le puits, protégé par une porte. Une pompe est installée à côté, ayant permis à remonter l'eau plus facilement.
- L'ancien abreuvoir, sur la Sangle (déviation de la Nonette), route d'Ermenonville : bassin en hémicycle maçonné en pierre, avec un gué d'un côté, pour que les animaux puissent entrer dans l'eau. En effet, ce type d'abreuvoir servait aussi de pédiluve où l'on conduisait les chevaux et bœufs après le labour des champs. La conception de l'abreuvoir explique la désignation comme gué courant dans la région. Sur le petit pont qui termine le bassin à l'ouest, subsistent des vestiges d'un petit barrage ayant jadis permis de retenir l'eau dans l'abreuvoir.
- Le lavoir, sur un petit ruisseau déviation de la Sangle, route d'Ermenonville : du lavoir d'origine, ne subsistent que les murs de pignon en calcaire avec un chaînage d'angle en brique rouge côté nord. La charpente et le toit, couvert de tuiles mécaniques, ont été récemment reconstruit, tout comme le sol en planches. L'architecture d'origine a été respectée à quelques exceptions près, comme les socles en béton pour les poutres supportant le toit.
- Bloc Chauvineau.
- boucle de randonnée "Mont-l’Évêque, Un village lié à sa forêt", long de 7,1 km[58].

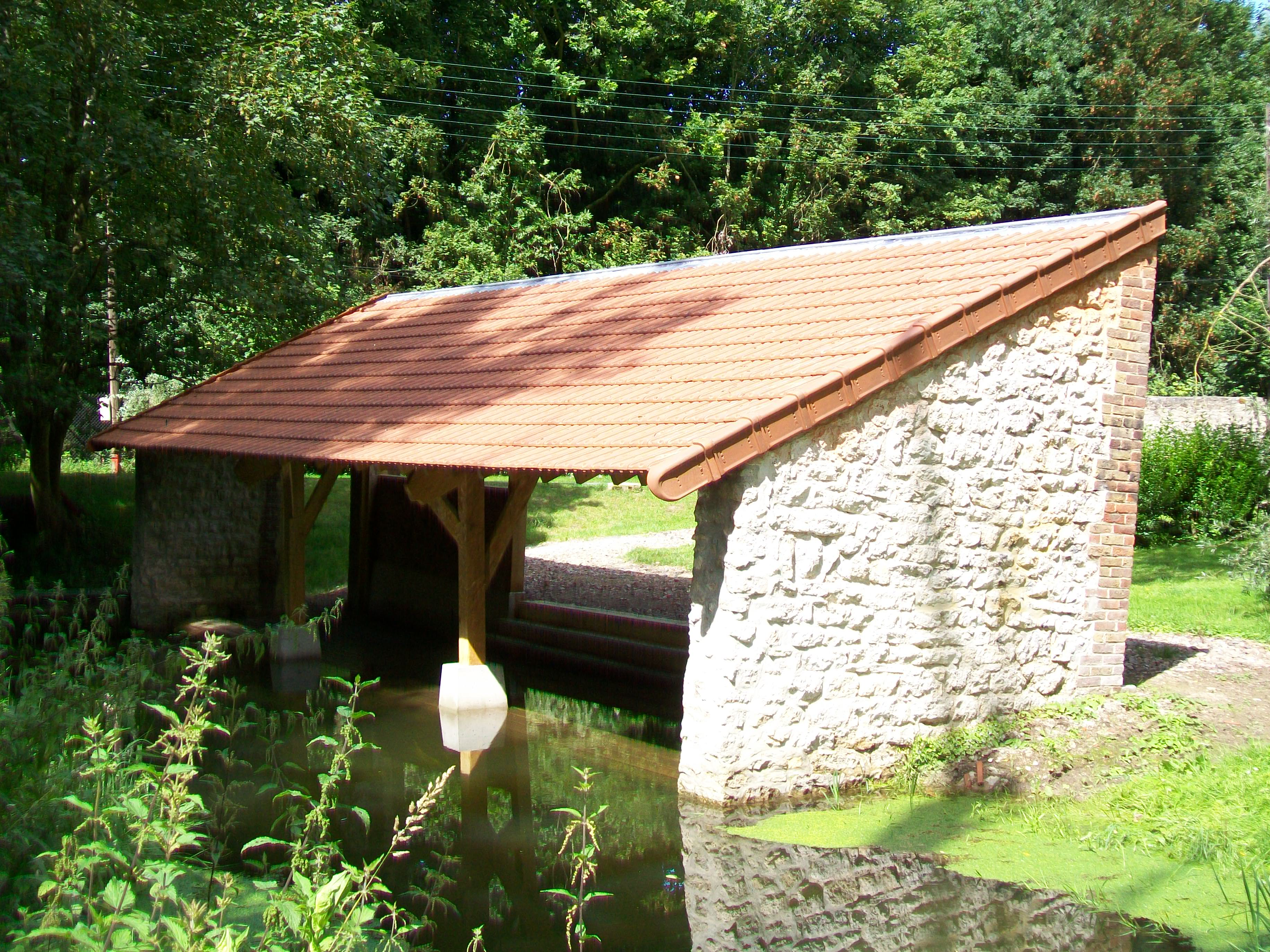
Le lavoir.
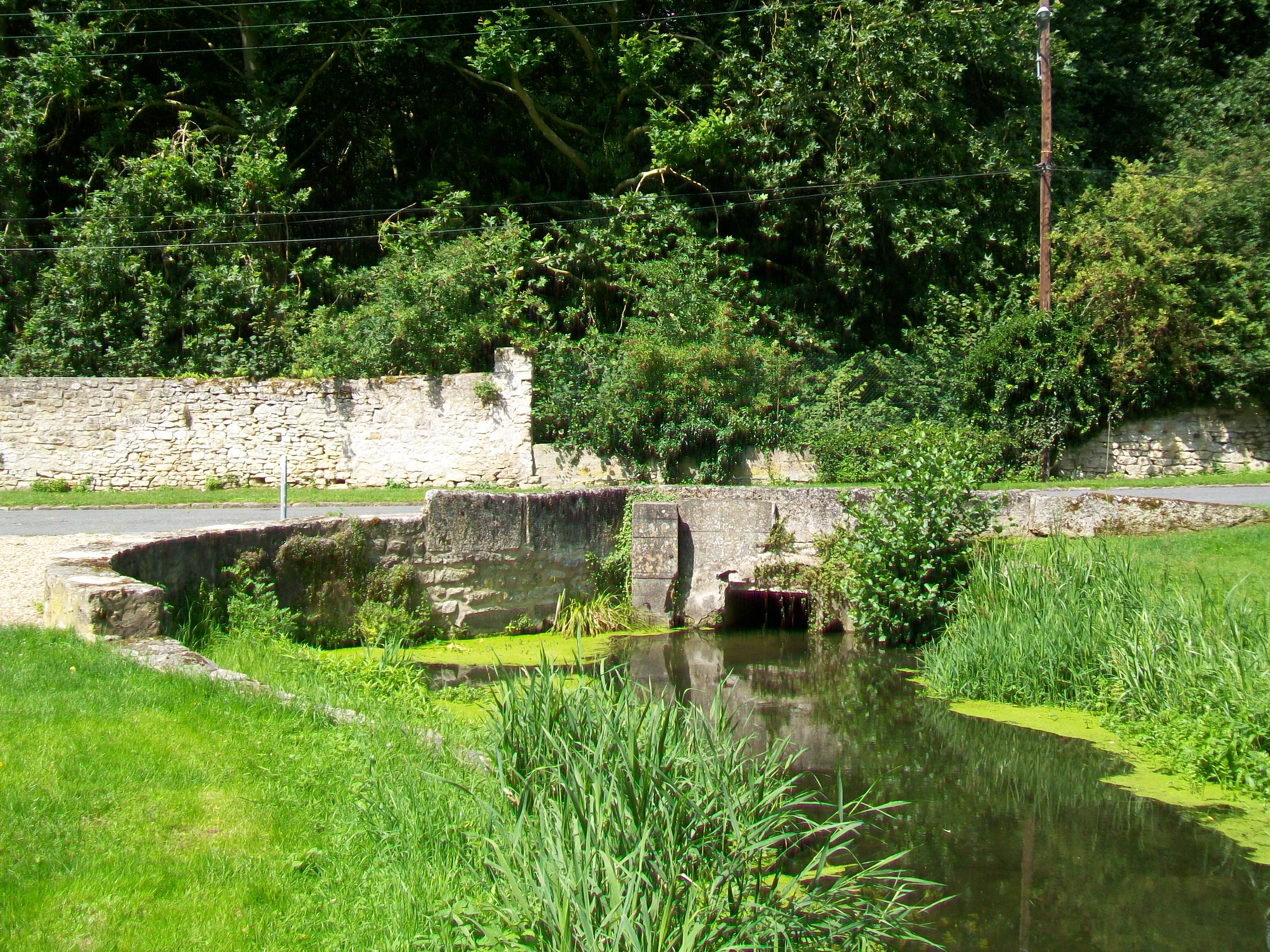
L'abreuvoir.
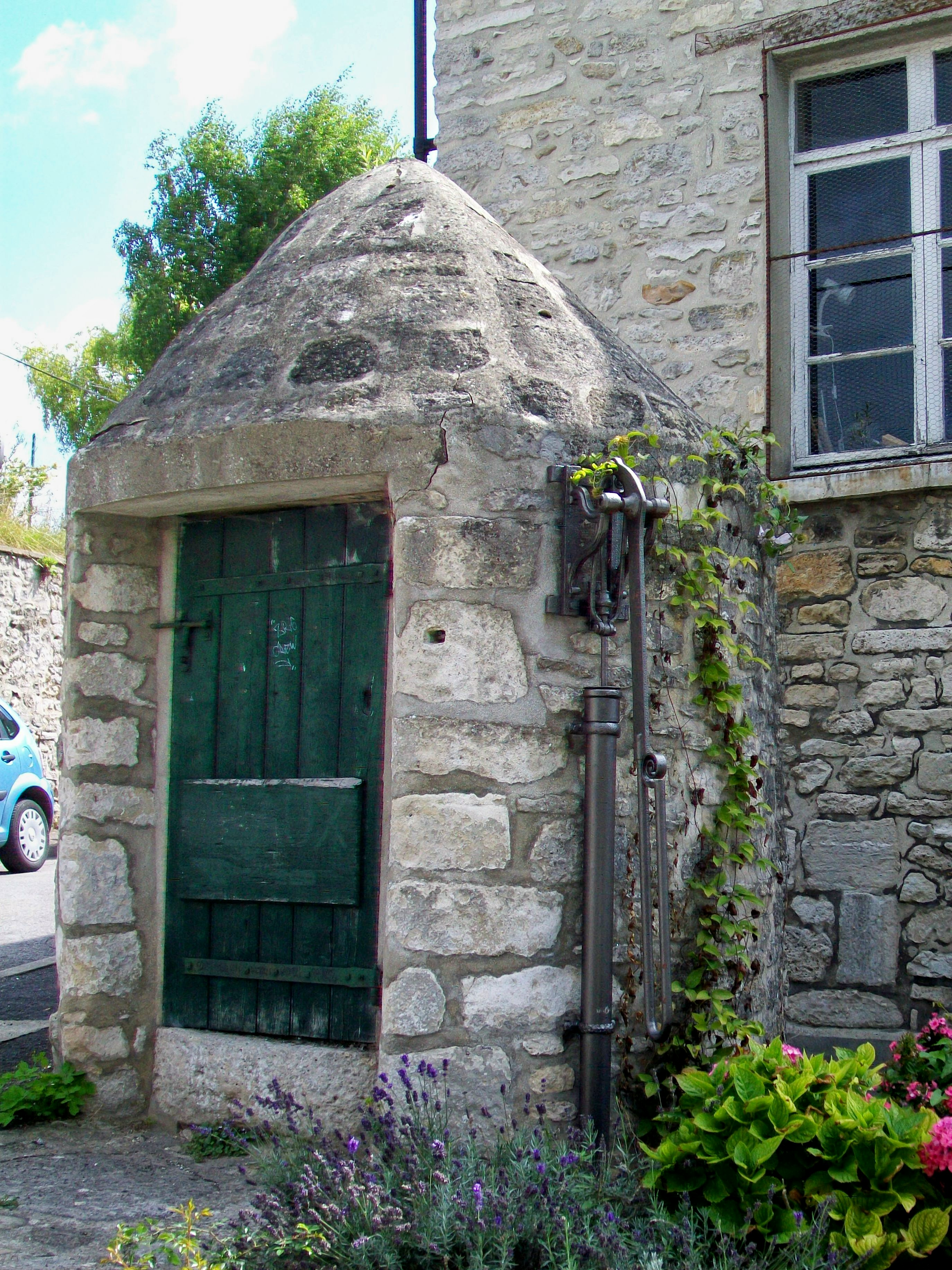
Ancien puits public.
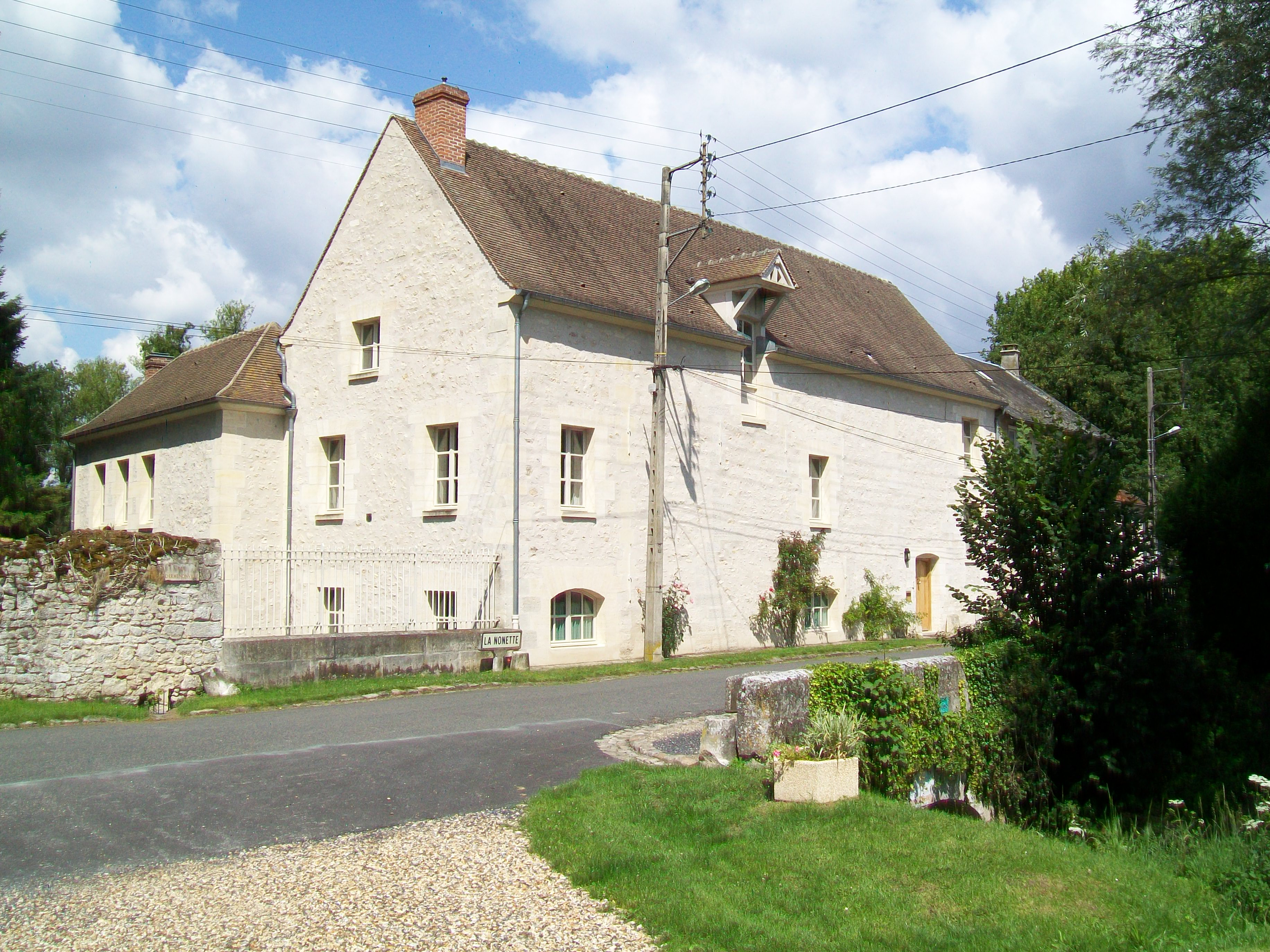
Ancien moulin, rue d'Hermenonville.
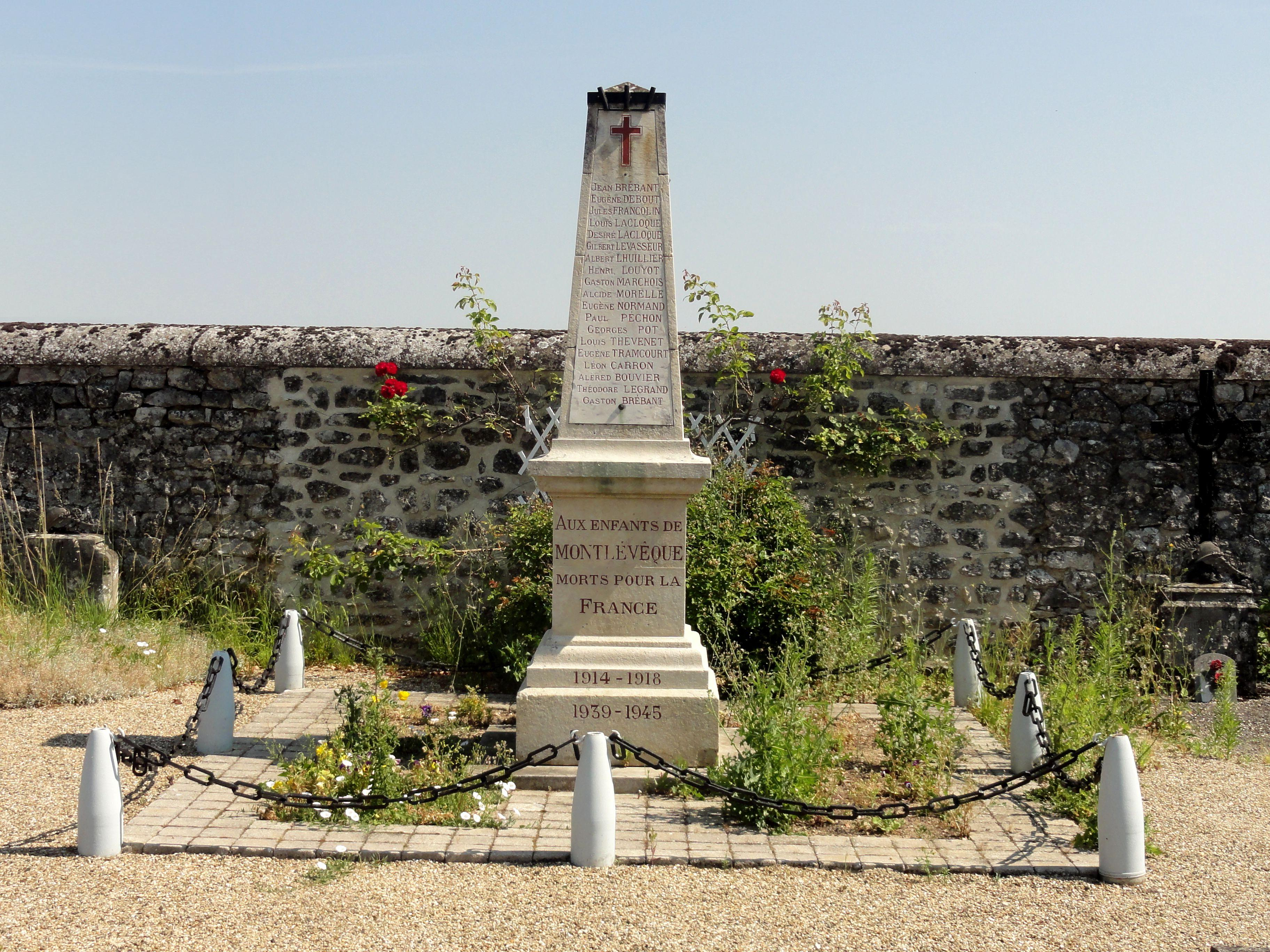
Le monument aux morts.

### Personnalités liées à la commune
- Eustache-Nicolas Pigeau (1750-1818), juriste français, professeur à la Faculté de droit de Paris,
- Michaela Almonaster y Roxas, baronne de Pontalba (1795-1874)
- Gabriel Guérin (1892-1918), as français, mort pour la France dans un accident d'avion le 1er août 1918 sur le terrain d'aviation de Mont-l'Évêque.

### Héraldique
| Blason de Mont-l'Évêque | Blason  | Écartelé: au 1er d'azur semé de fleurs de lis d'or, au 2e d'or à la fasce de gueules, au 3e d'or au chêne de sinople, au 4e d'azur à la gerbe de blé d'argent, enté en pointe d'argent à l'onde d'azur. |
| Blason de Mont-l'Évêque | Détails | Le statut officiel du blason reste à déterminer. |

## Pour approfondir